# Proctacanthus longus
Proctacanthus longus là một loài ruồi trong họ Asilidae. Proctacanthus longus được Wiedemann miêu tả năm 1821. Loài này phân bố ở vùng Tân Bắc giới.